# Австрийская крона
Австрийская крона (нем. Österreichische Krone) — денежная единица Австрии с 1919 по 1925 год.

## История
После распада Австро-Венгрии Австро-Венгерский банк, находившийся в совместном управлении Австрии и Венгрии, продолжал эмиссию австро-венгерской кроны, остававшейся общей валютой Австрии, Венгрии, Чехословакии, а также обращавшейся на территориях, вошедших в состав других стран.
Важнейшей проблемой, которую должны были решить новые государства, была стабилизация курса валюты и предотвращение её дальнейшего обесценивания. Инициативу исправить положение взяла на себя Чехословакия. В первую очередь её правительство потребовало от Австро-Венгерского банка прекратить выплаты по военным облигациям и кредитование правительств Австрии и Венгрии. Позже были проведены переговоры между Австро-Венгерским банком и новообразованными государствами, на которых было принято решение разрешить всем новым государствам самим назначать эмиссаров для контроля за эмиссией. Банк со своей стороны обязался не предоставлять займы без ведома всех эмиссаров.
Однако банк скоро нарушил договорённости с правительствами новых государств, возобновив выплаты по облигациям и прокредитовав правительство Австрии. Потеряв доверие к банку, новые государства приступили к созданию национальных кредитно-денежных систем. В январе 1919 года в Хорватии, а в марте того же года — в Чехословакии было произведено штемпелевание банкнот. Одним из результатов создания национальных кредитно-денежных систем в этих странах стал сброс непроштампованных банкнот в Австрию, что угрожало резким усилением инфляции и вынудило правительство Австрии предпринять аналогичные меры. В марте 1919 года в Австрии также было проведено штемпелевание банкнот.
В 1921 году Лихтенштейн отказался от использования австрийской кроны, перейдя на швейцарский франк.
В 1925 году в Австрии введён австрийский шиллинг. Обмен крон на шиллинги производился в соотношении: 10 000:1.

## Монеты[2]
| Аверс | Реверс | Номинал   | Диаметр | Толщина (мм) | Масса (г) | Металл                    | Гурт                      | Годы чеканки |
| ----- | ------ | --------- | ------- | ------------ | --------- | ------------------------- | ------------------------- | ------------ |
|       |        | 20 крон   | 21      | 1,4          | 6,7751    | Золото/Медь 900/100       | рубчатый с желобом внутри | 1923, 1924   |
|       |        | 100 крон  | 37      | 2            | 33,8753   | Золото/Медь 900/100       | рифленый                  | 1923, 1924   |
|       |        | 100 крон  | 17      | 1            | 1,666     | Медь/Олово/Цинк 950/40/10 | гладкий                   | 1923, 1924   |
|       |        | 200 крон  | 19      | 1,5          | 3,33      | Медь/Олово/Цинк 950/40/10 | гладкий                   | 1924         |
|       |        | 1000 крон | 22      | 1,5          | 4,5       | Медь/Никель 750/250       | гладкий                   | 1924         |

## Банкноты
12 марта 1919 года было произведено штемпелевание банкнот Австро-Венгерского банка штампом «DEUTSCHÖSTERREICH». В 1920 году были выпущены австро-венгерские банкноты с другим видом штампа — «Ausgegeben nach dem 4. Oktober 1920».
- 10 крон образца 1915 года с надпечаткой 1919 года
- 1000 крон образца 1902 года с надпечаткой 1919 года
- 1 крона образца 1916 года с надпечаткой 1920 года

В 1922 году начат выпуск австрийских банкнот, которыми постепенно заменялись австро-венгерские банкноты со штампами. Банкноты по-прежнему выпускались Австро-Венгерским банком, но имели текст только на немецком языке (ранее — основной текст на немецком и венгерском, а номинал банкноты также на итальянском, румынском, сербском, украинском и др. языках империи), с указанием места выпуска — Вена (ранее указывался также Будапешт).
В 1924 году выпущена была купюра в 10 000 крон Национального банка Австрии — единственная купюра в кронах этого банка, выпущенная в обращение. Эта купюра с надпечаткой «1 шиллинг» некоторое время находилась в обращении после введения австрийского шиллинга.
| Банкноты Австро-Венгерского банка, первый выпуск | Банкноты Австро-Венгерского банка, первый выпуск | Банкноты Австро-Венгерского банка, первый выпуск | Банкноты Австро-Венгерского банка, первый выпуск | Банкноты Австро-Венгерского банка, первый выпуск | Банкноты Австро-Венгерского банка, первый выпуск | Банкноты Австро-Венгерского банка, первый выпуск | Банкноты Австро-Венгерского банка, первый выпуск | Банкноты Австро-Венгерского банка, первый выпуск |
| Изображение                                      | Изображение                                      | Номинал                                          | Размер                                           | Дата                                             | Дата                                             | Дата                                             |                                                  |                                                  |
| Аверс                                            | Реверс                                           | Номинал                                          | Размер                                           | указанная на банкнотах                           | выпуска в обращение                              | изъятия                                          |                                                  |                                                  |
| ------------------------------------------------ | ------------------------------------------------ | ------------------------------------------------ | ------------------------------------------------ | ------------------------------------------------ | ------------------------------------------------ | ------------------------------------------------ | ------------------------------------------------ | ------------------------------------------------ |
|                                                  |                                                  | 1 крона                                          |                                                  | 2 января 1922                                    |                                                  |                                                  |                                                  |                                                  |
|                                                  |                                                  | 2 кроны                                          |                                                  | 2 января 1922                                    |                                                  |                                                  |                                                  |                                                  |
|                                                  |                                                  | 10 крон                                          |                                                  | 2 января 1922                                    |                                                  |                                                  |                                                  |                                                  |
|                                                  |                                                  | 20 крон                                          |                                                  | 2 января 1922                                    |                                                  |                                                  |                                                  |                                                  |
|                                                  |                                                  | 100 крон                                         |                                                  | 2 января 1922                                    |                                                  |                                                  |                                                  |                                                  |
|                                                  |                                                  | 1000 крон                                        |                                                  | 2 января 1922                                    |                                                  |                                                  |                                                  |                                                  |
|                                                  |                                                  | 5000 крон                                        |                                                  | 2 января 1922                                    |                                                  |                                                  |                                                  |                                                  |
|                                                  |                                                  | 50 000 крон                                      |                                                  | 2 января 1922                                    |                                                  |                                                  |                                                  |                                                  |
|                                                  |                                                  | 100 000 крон                                     |                                                  | 2 января 1922                                    |                                                  |                                                  |                                                  |                                                  |
| Банкноты Австро-Венгерского банка, второй выпуск |                                                  |                                                  |                                                  |                                                  |                                                  |                                                  |                                                  |                                                  |
|                                                  |                                                  | 100 000 крон                                     |                                                  | 11 сентября 1922                                 |                                                  |                                                  |                                                  |                                                  |
|                                                  |                                                  | 5 000 000 крон                                   |                                                  | 11 сентября 1922                                 |                                                  |                                                  |                                                  |                                                  |
| Банкноты Австро-Венгерского банка, третий выпуск |                                                  |                                                  |                                                  |                                                  |                                                  |                                                  |                                                  |                                                  |
|                                                  |                                                  | 500 000 крон                                     |                                                  | 20 сентября 1922                                 |                                                  |                                                  |                                                  |                                                  |
| Банкноты Национального банка Австрии             |                                                  |                                                  |                                                  |                                                  |                                                  |                                                  |                                                  |                                                  |
|                                                  |                                                  | 10 000 крон                                      |                                                  | 2 января 1924                                    |                                                  |                                                  |                                                  |                                                  |
|                                                  |                                                  | 1 000 000 крон                                   |                                                  | 2 января 1924                                    | не выпущена                                      |                                                  |                                                  |                                                  |